# Nestor (mitologia)
Nestor – w mitologii greckiej najstarszy wódz walczący podczas wojny trojańskiej, mityczny król miasta Pylos. On jeden ocalał z synów Neleusa i Chloris, zamordowanych przez Heraklesa. Już za młodu bohater uczestniczył w wyprawie Argonautów. Brał udział w łowach na dzika kalidońskiego i licznych walkach przeciw centaurom. Nie wziął udziału w kradzieży wołów Geriona. Jako starzec poszedł przeciw Troi, gdzie wsławił się jako dobry doradca, znany z ogromnego doświadczenia i wiedzy. Po zdobyciu grodu wrócił szczęśliwie do ojczyzny. Nestor przeżył 3 pokolenia ludzkie.
Ożenił się z Eurydyką i miał 10 dzieci: Perseusa, Peisistratusa, Aretusa, Trasymedesa, Prisikidę, >Polikastę, Stratichusa, Echefrona i Antylocha.
Nestorem nazywa się doświadczonego starca lub najstarszego członka jakiegoś towarzystwa.